# Jezioro Sędańskie
Jezioro Sędańskie (Sędańsk, Sedańsk, Jezioro Sedańskie, niem. Seedanziger See) – jezioro w Polsce położone w województwie warmińsko-mazurskim, w powiecie szczycieńskim, w gminie Szczytno, na południowy zachód od Szczytna.
- Pojemność – 4 650 tys. m³
- Zlewnia całkowita 219,1 km²
- Jezioro jest otwarte. Cieki wodne:
  - na północy wpływają wspólnym korytem łączące się powyżej rzeki:
    - Sawica z jeziora Natać
    - Saska z jeziora Młyński Staw

  - na południu wypływa rzeka Sawica, która następnie wpływa do jeziora Sasek Mały

Jezioro owalne, lekko wydłużone z północy na południe, bez wyraźnych zatok, półwyspów i wysp. Północne brzegi są płaskie i podmokłe, północno-zachodnie strome, pozostałe łagodnie wzniesione. Jezioro otacza las i niewielkie ilości pól uprawnych. Otoczenie stanowią bory sosnowe, a bezpośrednio przy brzegach olsy. W rejonie ujścia Sawicy teren jest zabagniony. Przy północnym brzegu znajduje się wieś Sędańsk. Jezioro położone jest ok. 3 km na południowy zachód od Szczytna, na terenie obszaru Natura 2000. Dojazd wyłącznie drogą gruntową, przedłużeniem ul. Partyzantów.
Jezioro typu leszczowego. Miękkie, muliste, bujna roślinność zanurzona (ramienice), łąki podwodne. Na brzegu pałka i trzcina. Jak w wielu jeziorach regionu zbyt duże połowy spowodowały znaczne ograniczenie ilości ryb. Jezioro jest częścią trasy spływu kajakowego o nazwie Sawica-Saska.